# Сомов, Андрей Андреевич
Андрей Андреевич Сомов (?—1815) — генерал-майор, герой сражения при Прейсиш-Эйлау
В военную службу записан в 1775 году, служил в армейской пехоте.
В 1790 году получил чин секунд-майора, в 1794 году произведён в премьер-майоры, в 1797 году — в подполковники.
Произведённый 3 октября 1798 года в полковники Сомов был назначен шефом Камчатского гарнизонного батальона, 8 июня 1799 года получил чин генерал-майора.
21 января 1803 года Сомов был назначен шефом Тульского мушкетёрского полка, во главе которого в 1806—1807 годах сражался с французами в Восточной Пруссии. В сражении при Прейсиш-Эйлау он командовал сводной бригадой из Полоцкого, Тобольского и Тульского мушкетёрских полков и выбил французов из города. 8 апреля 1807 года он был награждён орденом св. Георгия 3-й степени (№ 149 по кавалерским спискам)
В воздаяние отличной храбрости и мужества, оказанных в сражении против французских войск 26-го и 27-го января при Прейсиш-Эйлау.
За другие отличия во время этой войны Сомов 1 декабря 1807 года был награждён золотой шпагой с надписью «За храбрость».
В 1809 году Сомов вышел в отставку и скончался в 1815 году.